# Glashütte Freital

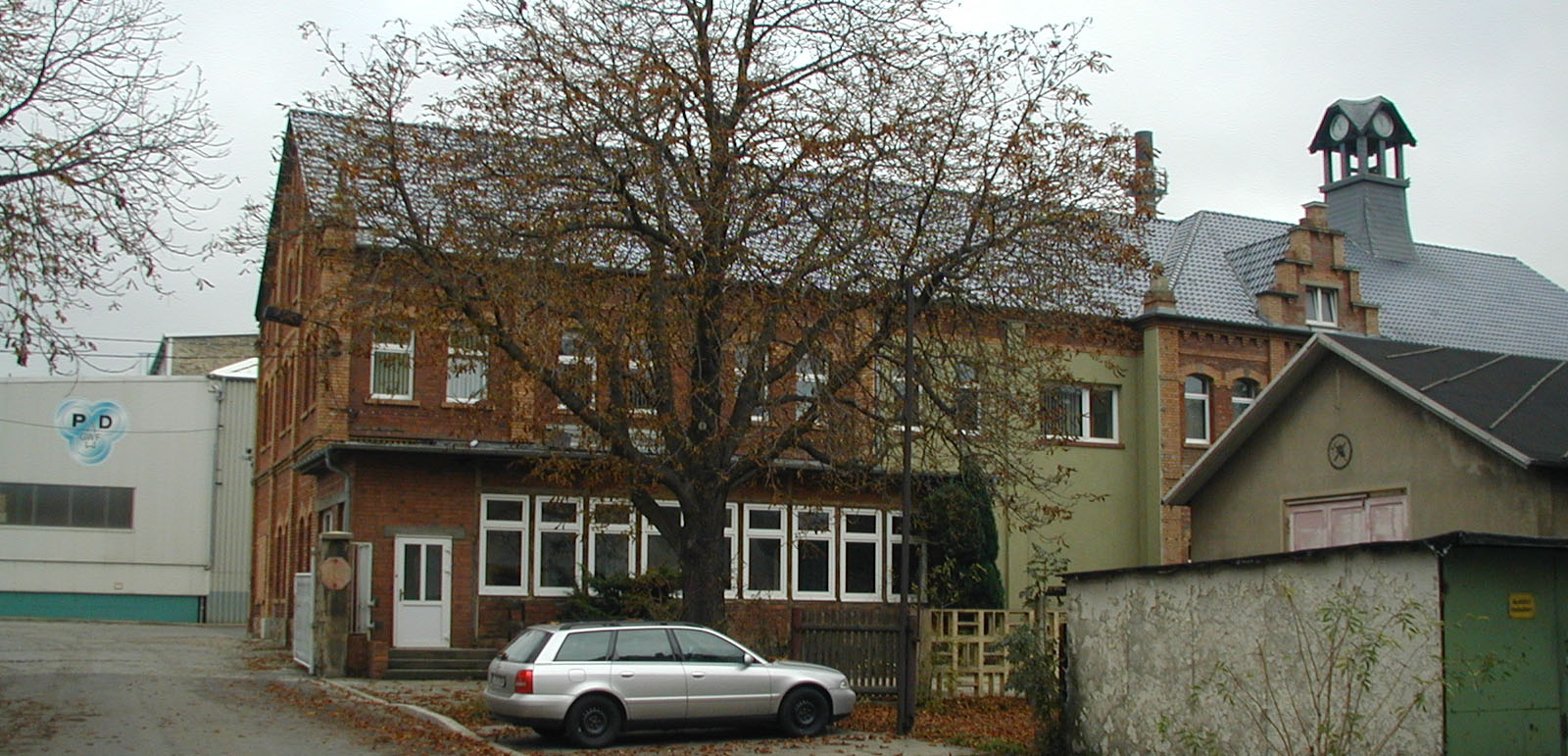
Werksansicht im November 2004

Die Glashütte Freital GmbH ist ein Glashersteller mit Sitz in der sächsischen Stadt Freital. Das Unternehmen wurde als königlich sächsische Friedrichshütte in Döhlen, einem späteren Stadtteil Freitals, gegründet und hat sich aufgrund seiner kleinen Schmelzleistung auf Spezialanfertigungen und Produktion kleinerer Mengen spezialisiert.
Das Glaswerk verfügt über einen Schmelzofen, mit dem 120 Tonnen Glasschmelze pro Tag verarbeitet und etwa 80 Millionen Flaschen pro Jahr produziert werden können. Produziert werden unter anderem Wein-, Saft- und Wasserflaschen sowie Gläser für Lebensmittel (z. B. Nudossi), Arzneien und Kosmetika. Das Unternehmen hatte im September 2014 etwa 80 Mitarbeiter.
Die Glashütte Freital ist die kleinste in Deutschland und hat einen Marktanteil von knapp einem Prozent.

## Geschichte

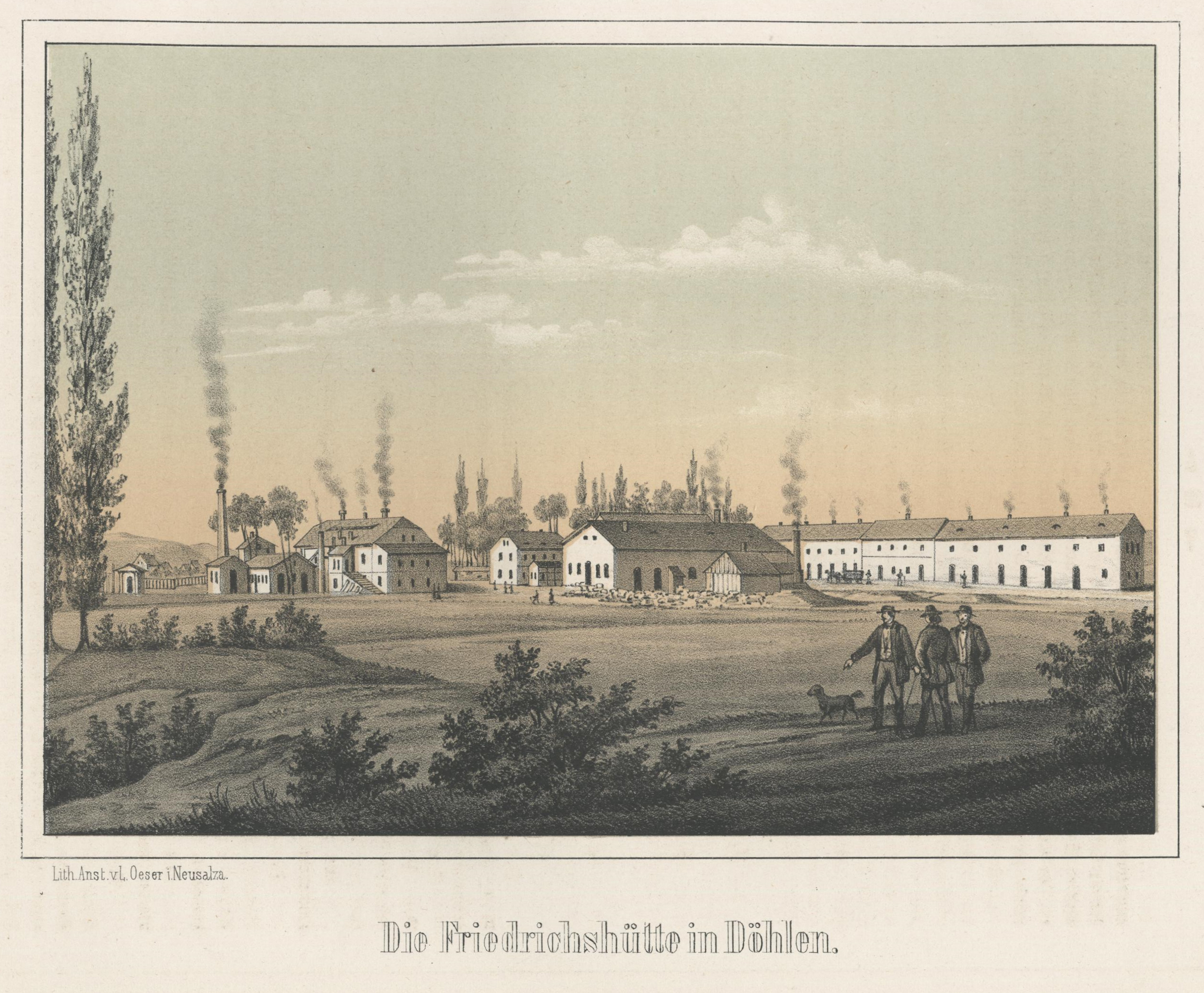
Friedrichshütte um 1856

1816 reichte Adolf Theodor Roscher bei der Regierung in Dresden die Pläne für eine Glashütte auf Steinkohlebasis ein. 1818 erfolgte der Bau als königlichen Friedrichshütte, die 1820 den Betrieb aufnahm. Um 1850 wurde sie in die Aktiengesellschaft „Sächsische Glashüttengesellschaft“ umgewandelt. Am 20. Januar 1861 starb der Gründer Adolf Theodor Roscher.
Bis 1862 wurden Hohlgläser und Flaschen produziert. Nach der Stilllegung 1862 kaufte Arthur Dathe von Burgk die Hütte und ließ sie leerstehen. 1864 übernahm Carl Zechel die Hütte. 1871 erwarb Friedrich Siemens die Friedrichshütte als seine zweite Hütte neben der Glasfabrik in Dresden. Die Döhlener Hütte wurde ein Teil der Firma Friedrich Siemens. 1888 wurden die Glashütten der Firma Friedrich Siemens in Dresden, Döhlen und Neusattl sowie einige Niederlassungen und das technische Büro in Dresden in eine Aktiengesellschaft umgewandelt. Die neue Gesellschaft trug den Namen Aktiengesellschaft für Glasindustrie vorm. Friedrich Siemens. Im Jahre 1904 starb Friedrich Siemens. 1924 begann die Weißglas-Produktion. 1943 wurde die Firma in Siemens Glas AG umbenannt.
Am 8. Mai 1945 flüchtete die Direktion aus der in der Sowjetischen Besatzungszone liegenden Fabrik zum einzigen in den Westzonen verbliebenen Glaswerk der Siemens Glas AG in Wirges. Am 17. April 1948 gingen die Siemens-Glaswerke Freital, Dresden und Copitz in Volkseigentum über.
Im Jahre 1951 wurde der VEB Ostglas Siemens Glas Freital (Sa.) Betrieb der VVB Glasindustrie (Ost) Weißwasser gegründet.

Glasmarke des Glaswerks Freital

1956 wurde der VEB Ostglas aufgelöst, es entstand der VEB Glaswerk Freital, zwei Jahre später wurde er Betrieb der VVB Glas Dresden. 1964 wurde das Werk Betrieb der VVB Haushalts- und Verpackungsglas Weißwasser, ab 1972 unterstand das Werk direkt dem Ministerium für Glas- und Keramikindustrie.
1979 wurde das Werk Betrieb des VEB Kombinates Behälter- und Verpackungsglas Bernsdorf. Der VEB Glaswerk Coswig-Neusörnewitz wurde als Betriebsteil eingegliedert. 1985 wurde das Werk Betrieb des VEB Kombinates Lausitzer Glas Weißwasser.
Nach der politischen Wende 1990 wurde das Werk in Glaswerk Freital GmbH umbenannt. 1996 übernahm die P-D Group das Unternehmen und betrieb es als Glaswerk Freital weiter.

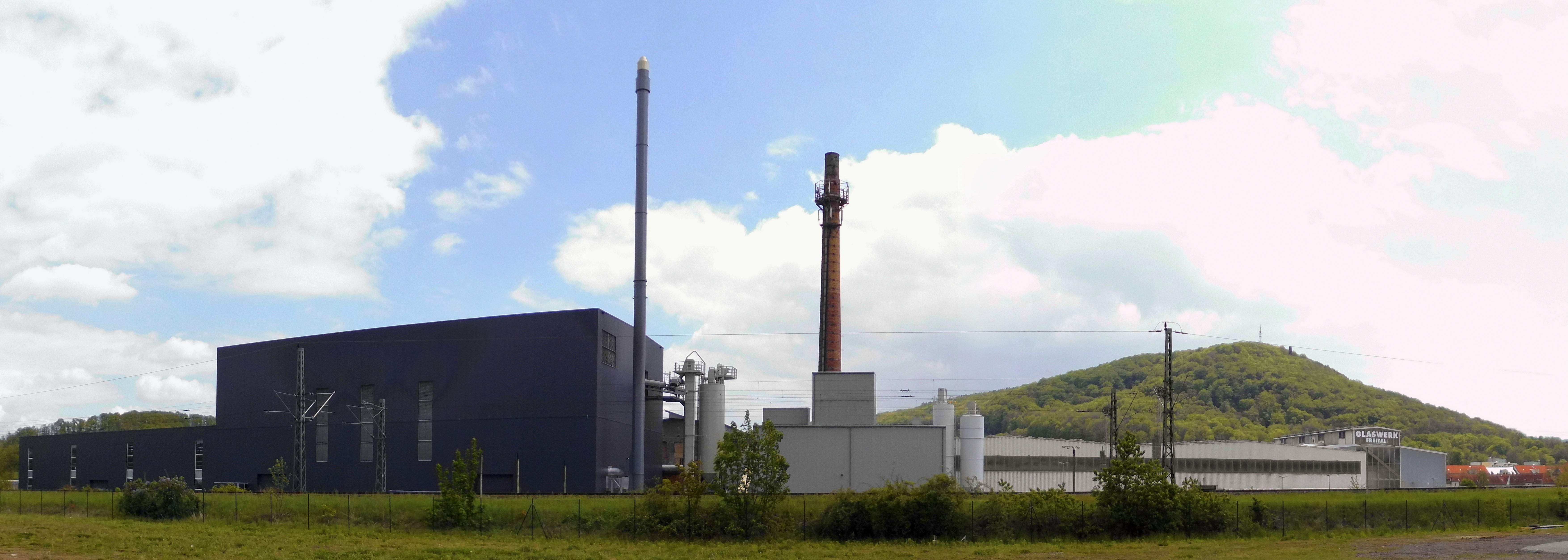
2021 Glashütte Freital GmbH

Im Frühjahr 2013 wurde die Glashütte Freital GmbH aus der P-D-Gruppe herausgelöst und seitdem wieder in eigener Verantwortung betrieben. Ein Teil des Grundstücks ist bei der P-D Gruppe verblieben. Im Jahr 2017 wurde eine 2400 Quadratmeter große Lagerhalle auf dem Betriebsgelände eingeweiht, die die überdachte Lagerung aller fertigen Produkte ermöglicht. Ein 2018 begonnener Bau einer weiteren Produktionshalle mit zusätzlichem Schmelzofen soll die tägliche Schmelzleistung um 150 Tonnen und die Jahresproduktion auf 180 Millionen Einheiten erhöhen.
Im Februar 2025 meldete die Glashütte Freital Insvolvenz an. Als Gründe wurden schwankende Marktpreise und hohe Energiekosten angegeben.